# Gerald Schuller

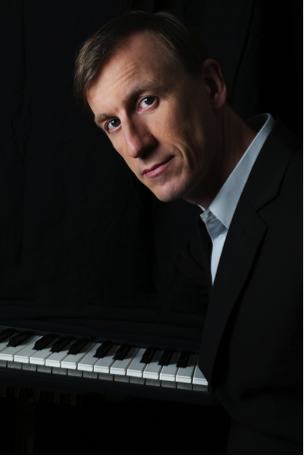
Gerald Schuller (2019)

Gerald „Geri“ Schuller (* 23. Mai 1968 in Mistelbach, Niederösterreich) ist ein österreichischer Pianist und Keyboarder.

## Leben und Wirken
Gerald Schuller erhielt seinen ersten Klavierunterricht im Jahr 1978 an der städtischen Musikschule Mistelbach und kam mit 13 Jahren in Kontakt mit Jazzmusik. Zwei Jahre später trat er in das Konservatorium der Stadt Wien ein und erhielt Unterricht in Jazzklavier bei Rudi Wilfer sowie Jazztheorie bei Heinz Czadek und Erich Gaebelein. Im Jahr 1988 wurde er von Wickerl Adam in die Hallucination Company geholt. Im Jahr 1993 gründete er die A-cappella-Gruppe The Rounder Girls. Er war Sideman bei Bluatschink, Monti Beton, Kim Cooper, Bill Ramsey, Günter Mokesch, Zipflo Weinrich, Heinrich von Kalnein, Harri Stojka, Angus Thomas Bangus, Shlomit Butbul, Karl Ratzer, Willi Resetarits (Kurt Ostbahn & die Musiker seines Vertrauens seit 2011) u. v. a.
Seit 2003/2004 ist er Lehrbeauftragter, später Senior Lecturer an der Universität für Musik und darstellende Kunst Wien, Fächer Harmonielehre, Komposition, Poparrangement und Ensembleleitung. Im Jahr 2005 führte ihn Barrie Koskys Produktion Boulevard Delirium zwei Mal nach Australien, im Mai ans Malthouse Theatre in Melbourne, im November und Dezember Wiederaufnahme in Melbourne und Premiere im Playhouse des Sydney Opera House. Im Jahr 2006 arbeitete Schuller einige Male als musikalischer Leiter am Theater der Jugend (Wien), für einige Filmmusiken zeichnet er ebenso verantwortlich. Im Jahr 2019 schloss Schuller außerdem sein Masterstudium in Jazz-Komposition und -Arrangement am Konservatorium der Stadt Wien ab. Von März 2022 bis Dezember 2023 war er Vorstand des IPop Instituts an der Universität für Musik und darstellende Kunst Wien. 
Gerald Schuller lebt neben seinem Lehrauftrag an der Universität für Musik und darstellende Kunst Wien (Komposition, Arrangement und Harmonielehre) als freischaffender Musiker, Komponist und Arrangeur in Wien.

## Werke (Auswahl)
- Tintenherz – Musik zum Stück nach dem Buch von Cornelia Funke am Theater der Jugend (Wien) (2006)[2]
- Aus der Zeit – Musik zum Dokumentarfilm, Buch und Regie: Harald Friedl (2006)[3]
- Mein Leben als Apfelbaum – Musik zum Dokumentarfilm von Harald Friedl (2011)[4]
- What Happiness is – Musik zum Dokumentarfilm, Regie: Harald Friedl (2012)[5]
- Tatort – Musik zur Folge „Falsch verpackt“, Regie: Sabine Derflinger (2012)[6]
- Tatort – Musik zur Folge „Angezählt“, Regie: Sabine Derflinger (2013)[6]
- Die Gentlemen baten zur Kasse – Musik zur Dokumentation anlässlich des 50. Jahrestages des Postraubes in England (2013)
- Zwischen Rampenlicht und Rotlicht – Musik zum Film, Regie: Karoline Heflin (2014)
- Hochgeschätztes Tiefparterre – Jazzoper in Zusammenarbeit mit Harald Friedl (2017)[7]
- Anna Fucking Molnar – Musik zum Spielfilm, Regie: Sabine Derflinger (2017)[8]
- Schönes neues Brot – Musik zur Dokumentation von Harald Friedl (2019)[9]
- Die Dohnal – Musik zum Film, Regie: Sabine Derflinger (2019/2020)[10]